# Bernardo de Dominici
Pour les articles homonymes, voir Dominici.
 (octobre 2016).
Bernardo de Dominici ou de' Dominici (1683-1759) est un peintre et un historien de l'art italien spécialiste de l'école napolitaine de l'époque baroque.

## Biographie
Après avoir été pupille du peintre Mattia Preti, Bernardo De Dominici travailla avec l'artiste allemand Franz Joachim Beich.
Il peignit des nombreux paysages, des vues marines et des bambochades.
En 1727, il publia une importante biographie de Luca Giordano et il est renommé  ensuite (1742) comme le Vasari napolitain, après avoir publié une collection en trois volumes de biographies d'artistes, des peintres, sculpteurs et architectes napolitains, parmi lesquelles doivent être mentionnées celles de Belisario Corenzio, Masuccio Primo, Luca Giordano, José de Ribera, Pacecco de Rosa, Francesco Solimena, Massimo Stanzione.

## Ouvrages
- Biographie de Luca Giordano (1727)
- Vite dei Pittori, Scultori, ed Architetti Napolitani (3 volumes), Stamperia del Ricciardi, (1742) Naples

## Sources
- (it) Cet article est partiellement ou en totalité issu de l’article de Wikipédia en italien intitulé « Bernardo De Dominici » (voir la liste des auteurs).
- Vite dei Pittori, Scultori, ed Architetti NapolitaniTomo 1 de Google books
- Vite dei Pittori, Scultori, ed Architetti Napolitani Tomo 2 de Google books
- Vite dei Pittori, Scultori, ed Architetti Napolitani Tomo 3 de Google books